# Aplocera uniformata
Aplocera uniformata là một loài bướm đêm trong họ Geometridae.